# Sreten Damjanović
Sreten Damjanović, cyr. Сретен Дамјановић (ur. 10 października 1946) – jugosłowiański zapaśnik walczący przeważnie w stylu klasycznym. Dwukrotny olimpijczyk. Odpadł w eliminacjach w Meksyku 1968 i Monachium 1972. Walczył w kategorii 63 – 68 kg.
Mistrz świata w 1971; drugi w 1969 i 1973; czwarty w 1970. Zdobył trzy medale mistrzostw Europy w latach 1969 - 1973. Triumfator igrzysk śródziemnomorskich w 1971 i 1975; drugi w 1967 roku.